# マヤ・サリホジッチ
マヤ・ホジッチ・サリホジッチ（Maja Hodžić-Sarihodžić、1981年7月12日 - ）、芸名マヤ・サル（Maya Sar）は、ボスニア・ヘルツェゴビナの歌手、シンガーソングライター、作曲家である。2012年5月にアゼルバイジャンのバクーで開催されるユーロビジョン・ソング・コンテスト2012のボスニア・ヘルツェゴビナ代表に選出された。
1981年にユーゴスラビア社会主義連邦共和国・ボスニア・ヘルツェゴビナ社会主義共和国（後にボスニア・ヘルツェゴビナ）のトゥズラに生まれ育つ。ピアノ奏者として学位を取得し、ディノ・メルリンやトニ・ツェティンスキ、エミナ・ヤホヴィッチ、エルディン・フセインベゴヴィッチ（Eldin Huseinbegović）、イゴル・ヴコイェヴィッチ（Igor Vukojević）などのアルバムでバック・ヴォーカルを務めたほか、2004年と2011年のユーロビジョン・ソング・コンテストに、それぞれボスニア・ヘルツェゴビナを代表したディーン、ディノ・メルリンのバック・ヴォーカルとして参加している。
2010年3月にソロとしては初のシングル「Nespretno」を発表し、デビュー・アルバムの制作に取り組んでいる。2011年12月に、ユーロビジョン・ソング・コンテスト2012のボスニア・ヘルツェゴビナ代表となることが決定した。
音楽活動以外では、子宮頸がん対策のための人道支援団体を設立し、国際人道連盟（International League of Humanists）による表彰を受けた。
2002年にミュージシャンのマヒル・サリホジッチ（Mahir Sarihodžić）と結婚した。